# Aziatisch kampioenschap voetbal 1980 (kwalificatie)
Voor de kwalificatie van het Aziatisch kampioenschap voetbal 1980 schreven 29 landen zich in, maar 11 landen trokken zich voor de kwalificaties terug.

## Gekwalificeerden landen
| Land        | Aantal deelnames | Huidig aantal deelnames op rij | Vorige deelname |
| ----------- | ---------------- | ------------------------------ | --------------- |
| Bangladesh  | 1ste             | 1                              | -               |
| China       | 2de              | 2                              | 1976            |
| Iran (t)    | 4de              | 4                              | 1976            |
| Koeweit (g) | 3de              | 3                              | 1976            |
| Maleisië    | 2de              | 2                              | 1976            |
| Noord-Korea | 1ste             | 1                              | -               |
| Qatar       | 1ste             | 1                              | -               |
| Syrië       | 1ste             | 1                              | -               |
| V.A.E.      | 1ste             | 1                              | -               |
| Zuid-Korea  | 5de              | 1                              | 1972            |

## Deelnemende landen
| Groep 1                                                                                        | Groep 2                                                                        | Groep 3                                                                               | Groep 4                                                                |
| ---------------------------------------------------------------------------------------------- | ------------------------------------------------------------------------------ | ------------------------------------------------------------------------------------- | ---------------------------------------------------------------------- |
| Bahrein Iran ** Koeweit *** Libanon Pakistan * Zuid-Jemen * Syrië Verenigde Arabische Emiraten | Afghanistan Bangladesh India * Irak * Jordanië * Nepal * Qatar Saoedi-Arabië * | Brunei * Birma * Hongkong Indonesië Maleisië Noord-Korea Singapore Sri Lanka Thailand | China Kampuchea * Japan * Laos * Macau Filipijnen Zuid-Korea Vietnam * |

- * Trokken zich terug

## Groepsfase

### Groep 1
| Land        | Wed | Win | Gel | Ver | DV | DT | +/- | Pnt |
| ----------- | --- | --- | --- | --- | -- | -- | --- | --- |
| Syrië       | 3   | 2   | 1   | 0   | 2  | 0  | +2  | 5   |
| VA Emiraten | 3   | 1   | 2   | 0   | 2  | 0  | +2  | 4   |
| Libanon     | 3   | 1   | 1   | 1   | 2  | 1  | +1  | 3   |
| Bahrein     | 3   | 0   | 0   | 3   | 0  | 5  | –5  | 0   |

|                                    |                              |       |         |           |
| 11 januari 1979 «onderlinge duels» | Verenigde Arabische Emiraten | 0 – 0 | Libanon | Abu Dhabi |
| 11 januari 1979 «onderlinge duels» |                              |       |         | Abu Dhabi |

|                                    |       |       |         |           |
| 11 januari 1979 «onderlinge duels» | Syrië | 1 – 0 | Bahrein | Abu Dhabi |
| 11 januari 1979 «onderlinge duels» |       |       |         | Abu Dhabi |

|                                    |                              |       |       |           |
| 13 januari 1979 «onderlinge duels» | Verenigde Arabische Emiraten | 0 – 0 | Syrië | Abu Dhabi |
| 13 januari 1979 «onderlinge duels» |                              |       |       | Abu Dhabi |

|                                    |         |                    |         |           |
| 13 januari 1979 «onderlinge duels» | Libanon | 2 – 0 Reglementair | Bahrein | Abu Dhabi |
| 13 januari 1979 «onderlinge duels» |         |                    |         | Abu Dhabi |

|                                    |       |       |         |           |
| 16 januari 1979 «onderlinge duels» | Syrië | 1 – 0 | Libanon | Abu Dhabi |
| 16 januari 1979 «onderlinge duels» |       |       |         | Abu Dhabi |

|                                    |                              |                    |         |           |
| 16 januari 1979 «onderlinge duels» | Verenigde Arabische Emiraten | 2 – 0 Reglementair | Bahrein | Abu Dhabi |
| 16 januari 1979 «onderlinge duels» |                              |                    |         | Abu Dhabi |

### Groep 2
| Land        | Wed | Win | Gel | Ver | DV | DT | +/- | Pnt |
| ----------- | --- | --- | --- | --- | -- | -- | --- | --- |
| Qatar       | 4   | 3   | 1   | 0   | 10 | 2  | +8  | 7   |
| Bangladesh  | 4   | 1   | 2   | 1   | 7  | 8  | –1  | 4   |
| Afghanistan | 4   | 0   | 1   | 3   | 4  | 11 | –7  | 1   |

|                                    |            |       |       |       |
| 10 januari 1979 «onderlinge duels» | Bangladesh | 1 – 1 | Qatar | Dhaka |
| 10 januari 1979 «onderlinge duels» |            |       |       | Dhaka |

|                                    |       |       |             |       |
| 11 januari 1979 «onderlinge duels» | Qatar | 3 – 0 | Afghanistan | Dhaka |
| 11 januari 1979 «onderlinge duels» |       |       |             | Dhaka |

|                                    |            |       |             |       |
| 12 januari 1979 «onderlinge duels» | Bangladesh | 2 – 2 | Afghanistan | Dhaka |
| 12 januari 1979 «onderlinge duels» |            |       |             | Dhaka |

|                                    |            |       |       |       |
| 14 januari 1979 «onderlinge duels» | Bangladesh | 0 – 4 | Qatar | Dhaka |
| 14 januari 1979 «onderlinge duels» |            |       |       | Dhaka |

|                                    |       |       |             |       |
| 15 januari 1979 «onderlinge duels» | Qatar | 2 – 1 | Afghanistan | Dhaka |
| 15 januari 1979 «onderlinge duels» |       |       |             | Dhaka |

|                                    |            |       |             |       |
| 16 januari 1979 «onderlinge duels» | Bangladesh | 4 – 1 | Afghanistan | Dhaka |
| 16 januari 1979 «onderlinge duels» |            |       |             | Dhaka |

### Groep 3

#### Classificatie
Voordat de kwalificatie begon werden er eerste wedstrijden gespeeld om te bepalen welke landen in welke poule werden gezet. Singapore kreeg een vrijstelling voor deze wedstrijden. Er waren drie wedstrijden, de winnaars worden over de 2 groepen verdeel.
|                               |          |       |           |         |
| 1 mei 1979 «onderlinge duels» | Thailand | 3 – 1 | Indonesië | Bangkok |
| 1 mei 1979 «onderlinge duels» |          |       |           | Bangkok |

|                               |          |       |           |         |
| 2 mei 1979 «onderlinge duels» | Maleisië | 3 – 1 | Sri Lanka | Bangkok |
| 2 mei 1979 «onderlinge duels» |          |       |           | Bangkok |

|                               |             |       |          |         |
| 2 mei 1979 «onderlinge duels» | Noord-Korea | 3 – 0 | Hongkong | Bangkok |
| 2 mei 1979 «onderlinge duels» |             |       |          | Bangkok |

#### Groep 3A
| Land        | Wed | Win | Gel | Ver | DV | DT | +/- | Pnt |
| ----------- | --- | --- | --- | --- | -- | -- | --- | --- |
| Maleisië    | 2   | 1   | 1   | 0   | 5  | 2  | +3  | 3   |
| Noord-Korea | 2   | 1   | 1   | 0   | 4  | 2  | +2  | 3   |
| Indonesië   | 2   | 0   | 0   | 2   | 2  | 7  | –5  | 0   |

|                               |          |       |           |         |
| 5 mei 1979 «onderlinge duels» | Maleisië | 4 – 1 | Indonesië | Bangkok |
| 5 mei 1979 «onderlinge duels» |          |       |           | Bangkok |

|                               |             |       |           |         |
| 7 mei 1979 «onderlinge duels» | Noord-Korea | 3 – 1 | Indonesië | Bangkok |
| 7 mei 1979 «onderlinge duels» |             |       |           | Bangkok |

|                               |          |       |             |         |
| 9 mei 1979 «onderlinge duels» | Maleisië | 1 – 1 | Noord-Korea | Bangkok |
| 9 mei 1979 «onderlinge duels» |          |       |             | Bangkok |

#### Groep 3B
| Land      | Wed | Win | Gel | Ver | DV | DT | +/- | Pnt |
| --------- | --- | --- | --- | --- | -- | -- | --- | --- |
| Thailand  | 3   | 3   | 0   | 0   | 10 | 0  | +10 | 6   |
| Hongkong  | 3   | 2   | 0   | 1   | 8  | 2  | +6  | 4   |
| Sri Lanka | 3   | 1   | 0   | 2   | 4  | 9  | –5  | 2   |
| Singapore | 3   | 0   | 0   | 3   | 1  | 11 | –10 | 0   |

|                               |          |       |           |         |
| 4 mei 1979 «onderlinge duels» | Hongkong | 4 – 1 | Singapore | Bangkok |
| 4 mei 1979 «onderlinge duels» |          |       |           | Bangkok |

|                               |          |       |           |         |
| 4 mei 1979 «onderlinge duels» | Thailand | 4 – 0 | Sri Lanka | Bangkok |
| 4 mei 1979 «onderlinge duels» |          |       |           | Bangkok |

|                               |          |       |           |         |
| 6 mei 1979 «onderlinge duels» | Hongkong | 5 – 0 | Sri Lanka | Bangkok |
| 6 mei 1979 «onderlinge duels» |          |       |           | Bangkok |

|                               |          |       |           |         |
| 6 mei 1979 «onderlinge duels» | Thailand | 4 – 0 | Singapore | Bangkok |
| 6 mei 1979 «onderlinge duels» |          |       |           | Bangkok |

|                               |           |       |           |         |
| 8 mei 1979 «onderlinge duels» | Sri Lanka | 4 – 0 | Singapore | Bangkok |
| 8 mei 1979 «onderlinge duels» |           |       |           | Bangkok |

|                               |          |       |          |         |
| 8 mei 1979 «onderlinge duels» | Thailand | 1 – 0 | Hongkong | Bangkok |
| 8 mei 1979 «onderlinge duels» |          |       |          | Bangkok |

#### Knock-outfase
|  | Halve finale     | Halve finale     |   |                  | Finale           | Finale |
|  |                  |                  |   |                  |                  |        |
|  | 11 mei – Bangkok |                  |   |                  |                  |        |
|  | Maleisië         | 0 (5)            |   |                  |                  |        |
|  | Hongkong         | 0 (4)            |   |                  |                  |        |
|  |                  |                  |   |                  |                  |        |
|  |                  |                  |   |                  | 14 mei – Bangkok |        |
|  |                  |                  |   |                  | Maleisië         | 0      |
|  |                  | Noord-Korea      | 1 |                  |                  |        |
|  |                  |                  |   |                  |                  |        |
|  |                  |                  |   |                  | Derde plaats     |        |
|  | 12 mei – Bangkok | 12 mei – Bangkok |   | 14 mei – Bangkok | 14 mei – Bangkok |        |
|  | Thailand         | 0                |   | Thailand         | 1                |        |
|  | Noord-Korea      | 1                |   |                  | Hongkong         | 2      |

Noord-Korea en Maleisië plaatsen zich voor het hoofdtoernooi.

### Groep 4
| Land       | Wed | Win | Gel | Ver | DV | DT | +/- | Pnt |
| ---------- | --- | --- | --- | --- | -- | -- | --- | --- |
| Zuid-Korea | 3   | 3   | 0   | 0   | 10 | 1  | +9  | 6   |
| China      | 3   | 2   | 0   | 1   | 5  | 2  | +3  | 4   |
| Macau      | 3   | 1   | 0   | 2   | 4  | 7  | –3  | 2   |
| Filipijnen | 3   | 0   | 0   | 3   | 1  | 10 | –9  | 0   |

|                                     |            |       |       |                                 |
| 25 december 1978 «onderlinge duels» | Zuid-Korea | 4 – 1 | Macau | Rizal Memorial Stadium, Manilla |
| 25 december 1978 «onderlinge duels» |            |       |       | Rizal Memorial Stadium, Manilla |

|                                     |            |       |       |                                 |
| 25 december 1978 «onderlinge duels» | Filipijnen | 0 – 3 | China | Rizal Memorial Stadium, Manilla |
| 25 december 1978 «onderlinge duels» |            |       |       | Rizal Memorial Stadium, Manilla |

|                                     |            |       |            |                                 |
| 27 december 1978 «onderlinge duels» | Filipijnen | 0 – 5 | Zuid-Korea | Rizal Memorial Stadium, Manilla |
| 27 december 1978 «onderlinge duels» |            |       |            | Rizal Memorial Stadium, Manilla |

|                                     |       |       |       |                                 |
| 27 december 1978 «onderlinge duels» | China | 2 – 1 | Macau | Rizal Memorial Stadium, Manilla |
| 27 december 1978 «onderlinge duels» |       |       |       | Rizal Memorial Stadium, Manilla |

|                                     |            |       |       |                                 |
| 29 december 1978 «onderlinge duels» | Zuid-Korea | 1 – 0 | China | Rizal Memorial Stadium, Manilla |
| 29 december 1978 «onderlinge duels» |            |       |       | Rizal Memorial Stadium, Manilla |

|                                     |            |       |       |                                 |
| 29 december 1978 «onderlinge duels» | Filipijnen | 1 – 2 | Macau | Rizal Memorial Stadium, Manilla |
| 29 december 1978 «onderlinge duels» |            |       |       | Rizal Memorial Stadium, Manilla |